# Charles Eugène de Croÿ
Charles Eugène, duc de Croÿ (født 1651, død 30. januar 1702 i Reval) var en nederlandsk officer i flere europæiske landes tjeneste.

## I dansk tjeneste
Han hørte til en gammel, berømt fransk adelsslægt (af linjen Croÿ-Roeulx), som har spillet en stor rolle i forskellige landes historie.
Han var søn af Jacques Philippe de Croÿ, prince de Croÿ (1614-1685), herre til Roeulx, og Johanna grevinde van Bronckhorst-Batenburg (1627-?), datter af feltmarskal Johann Jakob von Bronckhorst-Batenburg (1582-1630).
Han gik 24 år gammel som volontør i dansk tjeneste, da krigen med Sverige udbrød 1675, og deltog som sådan i Landskrones belejring 1676. 
12. juli blev han oberst og chef for Degenfeldts regiment, da dette kom fra Sjælland, og i spidsen for dette tog han nu del i Landskrones og Christiansstads erobring samt i slaget ved Lund. Men efter dette blev regimentet opløst og slået sammen med Kongens Livregiment. Han skulle nu hverve et nyt regiment, men da han følte sig fornærmet ved sit regiments opløsning og gjorde mange vanskeligheder, fik han i begyndelsen af 1677 kommandoen over et sjællandsk nationalregiment, der i maj måned kom til Skåne, samtidig med at han blev udnævnt til generalmajor. Ved belejringen af Malmø om sommeren havde den unge general kommandoen over den ene af de tre angrebskolonner og blev hårdt såret ved den mislykkede storm 25. juni. Året efter, i samme måned, ledede han belejringen af Helsingborg med større held, idet den vigtige fæstning blev indtaget, men rigtignok kun ved hjælp af en krigslist, idet Croÿ benyttede den svenske konges chifferskrift, som var faldet i hans hænder, til at besnære den svenske kommandant. Da hæren i oktober gik i vinterkvarter, blev Croÿ udnævnt til generalløjtnant og kommandant i Helsingborg. Hans senere deltagelse i felttoget har mindre betydning, og da freden blev sluttet, forlod han vistnok ikke længe efter Danmark for at søge sin lykke andre steder.

## I tysk og russisk tjeneste
I 1681 succederede han sin fader som hertug af Croÿ-Millendonck. Han trådte som feltmarskal i kejserlig tjeneste og kæmpede med udmærkelse i krigene mod tyrkerne 1687-93 og førte endogså en tid lang overkommandoen. Da han efter freden i Carlowitz vendte tilbage til Wien, men der fandt en kølig modtagelse på grund af sin lidenskab for drik og spil, der førte ham til en gang at tabe et helt gods på ét kort, gik han i polsk og senere i russisk tjeneste, men blev taget til fange af Magnus Stenbock ved Narva 1700. Han døde under fangenskabet i Reval 30. januar 1702.
Han var blevet gift 1681 med Juliana grevinde van den Bergh (20. januar 1638 i Zutphen, Gelderland, Nederlandene - oktober 1714), datter af Heinrich greve von dem Bergh (1573–1638) og dennes anden hustru Hieronyma Katharina grevinde von Spaur (1600-1683).